# Arsa Pajević
Arsa Pajević, srbski knjigarnar, založnik in mecen, * 1840, † 1905.
Deloval je v Novem Sadu, kjer je bil tudi mecen tamkajšne gimnazije.